# Kněžna z Carignana
Kněžna z Carignana byla žena provdaná za knížete z Carignana z rodu Savojských. Seznam končí Karlem Albertem v roce 1831, poté, co se stal sardinským králem. Sardinské a později italské královny však nadále používaly titul „kněžna z Carignana“ jako součást svého plného titulu.

## Kněžny z Carignana

### De facto
| Portrét | Jméno                                     | Otec                                                                 | Narození           | Sňatek            | Stala se kněžnou                           | Přestala být kněžnou              | Smrt               | Choť               |
| ------- | ----------------------------------------- | -------------------------------------------------------------------- | ------------------ | ----------------- | ------------------------------------------ | --------------------------------- | ------------------ | ------------------ |
|         | Marie Bourbonská, hraběnka ze Soissons    | Karel, hrabě ze Soissons (Bourboni)                                  | 3. března 1606     | 6. ledna 1625     | 6. ledna 1625                              | 22. ledna 1656 manželova smrt     | 3. června 1692     | Tomáš František    |
|         | Marie Angelika Kateřina d'Este            | Borso d'Este(Estenští)                                               | 1. března 1656     | 7. listopadu 1684 | 7. listopadu 1684                          | 23. dubna 1709 manželova smrt     | 16. července 1722  | Emanuel Filibert   |
|         | Marie Viktorie Savojská, marchesa di Susa | Viktor Amadeus II. Sardinský (Savojští)                              | 10. února 1690     | 7. listopadu 1714 | 7. listopadu 1714                          | 4. dubna 1741 manželova smrt      | 8. července 1766   | Viktor Amadeus I.  |
|         | Kristýna Hesensko-Rotenburská             | Ernest Leopold, lankrabě hesensko-rotenburský (Hesensko-Rotenburští) | 21. listopadu 1717 | 4. května 1740    | 4. dubna 1741 manžel nastoupil na trůn     | 1. září 1778                      | 1. září 1778       | Ludvík Viktor      |
|         | Josefína Lotrinská                        | Ludvík, kníže z Brionne(Lotrinští)                                   | 26. srpna 1753     | 18. října 1768    | 16. prosince 1778 manžel nastoupil na trůn | září 1780 manželova smrt          | 8. února 1797      | Viktor Amadeus II. |
|         | Marie Kristýna Saská                      | Karel Saský, vévoda z Courlandu (Wettinové)                          | 7. prosince 1770   | 24. října 1797    | 24. října 1797                             | 16. srpna 1800 manželova smrt     | 24. listopadu 1851 | Karel Emanuel      |
|         | Arcivévodkyně Marie Tereza Rakouská       | Ferdinand III., velkovévoda z Toskánska (Habsbursko-Lotrinští)       | 21. března 1801    | 30. září 1817     | 30. září 1817                              | 27. dubna 1831 stala se královnou | 12. ledna 1855     | Karel Albert       |

### De iure
Knížectví v 2. polovině 18. století koupil Louis Jean Marie de Bourbon, titul tak získala jeho manželka Marie Tereza Felicitas d'Este, kněžna z Modeny. Po jeho smrti přešel dědictvím na jeho dceru Luisu Marii Adelaidu Bourbonskou. Titul byl Marii Adelaidě zabaven během Velké francouzské revoluce.
| Portrét | Jméno                                                      | Otec                                                        | Narození        | Sňatek            | Stala se kněžnou           | Přestala být kněžnou                           | Smrt            | Choť                                             |
| ------- | ---------------------------------------------------------- | ----------------------------------------------------------- | --------------- | ----------------- | -------------------------- | ---------------------------------------------- | --------------- | ------------------------------------------------ |
|         | Marie Tereza Felicitas d'Este                              | František III. d'Este, vévoda z Modeny (Estenští)           | 6. října 1726   | 29. prosince 1744 | 1751                       | 30. dubna 1754                                 | 30. dubna 1754  | Ludvík Jan Maria Bourbonský, vévoda z Penthièvre |
|         | Luisa Marie Adelaida Bourbonská mademoiselle de Penthièvre | Ludvík Jan Maria Bourbonský, vévoda z Penthièvre (Bourboni) | 13. března 1753 | 8. května 1768    | 4. března 1793 otcova smrt | 1793 titul konfiskován Francouzskou republikou | 23. června 1821 | Filip Orleánský Philippe Égalité                 |